# مطموط تودي
مطموط تودي (الاسم العلمي: Hylomanes momotula) (بالإنجليزية: Tody Motmot)‏ هو نوع من الطيور يتبع جنس مطموط هيلومان من الفصيلة المطموطية.